# ТЭЦ Свеце
ТЭЦ Свеце – теплоэлектроцентраль на севере Польши, за три с половиной десятка километров на северо-восток от Бидгоща.
Построенная в Свеце в 1960-х годах целлюлозно-бумажная фабрика (на данный момент принадлежит нидерландской компании Framondi) имеет для обеспечения своих потреб свою ТЭЦ. По состоянию на середину 2010-х годов на ней работали два установленные в 1974 и 1980 годах пылеугольные котлы ОР-140 производства рацибузской компании Rafako с заводскими номерами К-4 и К-5, способные производить по 140 тонн пара в час. Еще один такой же котел с номером К-1 компания Metso в 2009 году модернизировала под технологию бульбашкового кипящего шара, после чего он стал соответствовать типу BFB-100 и был переведен на сжигание биомассы. Кроме того, в 2004 году компания Austrian Energy & Environment поставила котел с циркулирующим кипящим шаром CFB-234 (номер К-6), рассчитанный на сжигание биомассы и угля (на первой он способен выдавать 180 тонн пара в час, а полная мощность — 234 тонны пара — достигается на угле). Наконец, с 1991 года действовал содорегенерационный котел KS-3 компании Alstom, способный производить 288 тонн пара в час.
Эти котлы питали четыре турбины:
- запущенная в 1976 году № 3 мощностью 9 МВт производства венгерской Lang;
- введенная в 1978 году № 4 с показателем 32 МВт, поставленную югославской Jugoturbina;
- смонтированная в 1992 году № 2 мощностью 48 МВт производства чешской PBS Brno (Siemens);
- запущенная в 2007 году № 1 с показателем 33 МВт, поступившую от концерна Alstom.

В такой конфигурации ТЭЦ имела электрическую и тепловую мощность на уровне 123 МВт и 430 МВт соответственно.
В 2016 году стали действовать новый содорегенерационный котел № 4 и паровая турбина Doosan Skoda мощностью 77 МВт (что позволило довести общий показатель станции до 202 МВт). Кроме того, велись работы по замене двух угольных котлов одним рассчитанным на сжигание биомассы котлом с бульбашковым кипящим шаром австрийской компании Andritz (номер К-7), способным производить 280 тонн пара в час.